# Municipio de Wiccacanee
El municipio de Wiccacanee (en inglés: Wiccacanee Township) es un municipio ubicado en el  condado de Northampton en el estado estadounidense de Carolina del Norte. En el año 2010 tenía una población de 1.837 habitantes.

## Geografía
El municipio de Wiccacanee se encuentra ubicado en las coordenadas 36°27′37.55″N 77°17′59.89″O / 36.4604306, -77.2999694.